# 김송철
김송철(? ~ )은 조선민주주의인민공화국의 군인 겸 정치인이다. 근위서울류경수 제105탱크사단의 사단장이다. 군인 계급은 조선인민군 육군 상장이다. 2012년 기준으로, 조선로동당 중앙위원회 위원이며, 최고인민회의 제12기 대의원이다.

## 경력
1992년 4월 인민군 소장을 거쳐, 이후 조선 인민군 상장으로 진급했다. 2010년 9월에 열린 조선로동당 대표 회의에서 조선로동당 중앙위원회 정치국 위원으로 선출되었다. 2012년 1월, 김정은 노동당 중앙군사위원회 부위원장이 '근위서울류경수 제105탱크사단'을 방문했을 때, 중장 계급장을 달고 있어 계급이 강등된 것이 확인되었다. 그러나 2012년 2월 15일 발표된, 군인사 개편에서 다시 상장으로 승진을 했다.

## 최고인민회의 대의원
1990년 4월 최고인민회의 제9기 대의원을 지냈으며, 2009년 4월이후 제12기 대의원이다.

## 기타
2011년 12월 김정일 사망 당시에 국가 장의위원회 위원을 맡았다.